# Treffer (1984)
Treffer ist ein deutscher Jugendfilm des Regisseurs Dominik Graf nach dem Drehbuch von Christoph Fromm aus dem Jahr 1984.

## Handlung
Die drei Freunde Albi, der blonde Fighter, Tayfun, der unbekümmerte südländische Mädchentyp, und Franz, der einsame, aber clevere Dicke, stehen stets füreinander ein. Darüber hinaus verbindet sie die leidenschaftliche Liebe zu Motorrädern, die Glück aber auch großen Kummer bedeuten, weil sie viel Geld kosten. Die Bank will regelmäßig Raten sehen, doch das Geld für die Rückzahlungen bleibt trotz aller Anstrengungen aus.
Albi und Tayfun, die in einer heruntergekommenen Autowerkstatt arbeiten, bringen den arbeitslosen Franz dort als Verkäufer unter. Doch als der alte Meister Bichler stirbt, setzt der Sohn einen windigen Geschäftsführer ein, der die drei nach einem Krach rausschmeißt. Chris macht den Freunden ein unseriöses Umschuldungsangebot. Ein fauler Autodeal misslingt: Die Schlinge zieht sich weiter zu. Die Angst um die Motorräder schwächt die Urteilsfähigkeit der drei Jungen. Albi entwickelt den Plan eines fingierten Unfalls, der zum Fiasko wird.

## Sonstiges
Produktionsfirma des Films war die Bavaria Film, die Treffer für den WDR herstellte. Gedreht wurde vom 24. Oktober bis zum 9. November 1983 in der Südpfalz und dann vom 10. November bis zum 7. Dezember 1983 in München und Umgebung. Der fingierte Unfall wurde in Landau in der Pfalz an der Queich gedreht. Die Campingszene spielte im Wellbachtal (Blick auf Langenfelsen) und die Kletterszene am Asselstein. Diese wurde unterstützt von dem lokalen Kletterverein (Pfälzer Kletterverein).
Der Film war lange Zeit nur als VHS-Kaufkassette erhältlich. Eine DVD-Version gibt es erst seit Januar 2009. Obwohl der Film für das Fernsehen produziert worden war und dort im April 1984 ausgestrahlt wurde, erschien Treffer am 29. Juni 1984 auch im deutschen Kino. 
Das Musikstück am Anfang des Films stammt von The Lovin’ Spoonful und trägt den Titel „Darling be home soon“.

## Kritik
„Die Abenteuer und Alltagsgeschichten einer Clique motorradbegeisterter junger Leute, die am Ende das tragische Scheitern ihrer Hoffnungen und bescheidenen Glücksvorstellungen erleben müssen. Eine Milieu- und Charakterstudie, die anders als der sozialkritisch oder künstlerisch ambitionierte deutsche Autorenfilm bewusst an Action-Mustern orientiert und auf die Unterhaltungs- und Identifikationsbedürfnisse eines jungen Publikums abgestimmt ist. Handwerklich versiert, mit glänzend geschriebenen Dialogen und unverkrampft agierenden Darstellern.“ (Lexikon des internationalen Films)
Die Deutsche Film- und Medienbewertung FBW in Wiesbaden verlieh dem Film das Prädikat besonders wertvoll.